# Chó sục Fell
Chó sục Fell là một loại chó sục chân dài phụ giúp lao động và không phải là một giống chó cụ thể.

## Tính cách
Chó sục Fell được lai tạo với mục đích tạo khả năng săn bắn và sự dũng cảm hơn là tiêu chuẩn về ngoại hình (loại giống). Chúng được nuôi thành từng đàn nên cần phải hòa thuận với những con chó khác. Chó sục Fell ban đầu được phát triển để săn lùng giống cáo Fell lớn được cho là gây thiệt hại nghiêm trọng cho những người chăn cừu. Con chó cần đôi chân dài để đi theo thợ săn qua tuyết nặng và một cấu trúc xương lồng ngực hẹp để đi theo con cáo trong một cái hang đá ngầm. Trong cuộc săn lùng, một con chó sục đi theo con cáo màu đỏ dưới lòng đất của nó, nơi nó hoặc giết chết con cáo, chặn cửa hang cáo hoặc giữ nó cho đến khi người thợ săn đào con chó và cáo lên.